# Pleurogonium rubicundum
Pleurogonium rubicundum là một loài chân đều trong họ Paramunnidae. Loài này được G. O. Sars miêu tả khoa học năm 1864.